# 割豆腐棋
割豆腐棋，是台灣、福建、廣東潮汕地區等地的兩人傳統棋類，潮汕地區稱為田腳食。

## 棋具
- 棋盤為四路縱橫交叉。
- 每方八枚，以顏色區分。

另有六路縱橫交叉棋盤，雙方對弈每方12枚子，規則相同。

## 規則
- 初始佈置，各據棋盤一半。
- 每方輪流動一己棋。
  - 斜吃：斜向移動一格至敵棋處，並將該子移除。
  - 鄰移：正向移至空鄰點，並且棋子不可超出棋盤。

- 以消滅敵方所有棋子獲勝[5]。